# Gamma Coronae Australis
Désignations
γ CrA A : HR 7226, HD 177474

Gamma Coronae Australis (γ Coronae Australis / γ CrA) est une étoile binaire de la constellation de la Couronne australe, d'une magnitude apparente combinée de 4,20 et donc visible à l'œil nu. D'après la mesure de sa parallaxe annuelle par le satellite Hipparcos, le système est distant de 56,4 ± 0,7 a.l. (∼ 17,3 pc) de la Terre et il s'en rapproche à une vitesse radiale héliocentrique de −51,6 km/s. Il est membre du disque mince de la Voie lactée.
Le système γ CrA est une binaire visuelle, dont l'orbite est calculée à partir des observations de l'étoile secondaire orbitant autour de l'étoile primaire. La composante primaire, γ CrA A, est une étoile jaune-blanc de la séquence principale de type spectral F8V d'une température effective de 6 090 K. Cette étoile de magnitude absolue +3,73 est 1,15 fois plus massive que le Soleil. La composante secondaire, γ CrA B, est une autre étoile de type spectral F8V. Avec une température effective de 6 100 K, une magnitude absolue de +3.80, et une masse de 1,14 M☉, elle est quasiment identique à l'étoile primaire. γ CrA est une binaire connue de longue date, est ses deux composantes ont reçu deux désignations différentes dans le catalogue Henry Draper, soit HD 177474 et HD 177475 respectivement. Les deux étoiles sont séparées dans le ciel de 1,896″ et bouclent une orbite l'une autour de l'autre en 121,76 ans.